# Lymfocyt

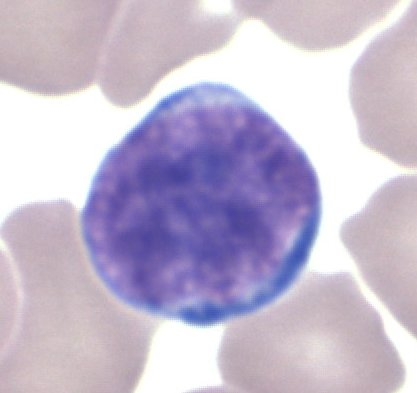
Lymfocyt

Lymfocyt je typ bílé krvinky vyskytující se u obratlovců. Řadí se mezi agranulocyty. Lymfocyty představují funkčně různorodou skupinu imunitních buněk. Morfologicky jsou lymfocyty kulaté mononukleární buňky s malým množstvím cytoplazmy. NK buňky obsahují navíc v cytoplasmě granule.

## Druhy lymfocytů
Specifickou imunitu v organismu zajišťují T- a B-lymfocyty. Třetím, poněkud odlišným typem lymfocytů, jsou tzv. NK buňky neboli přirození zabijáci (z anglického Natural Killers) řadící se k přirozené nespecifické imunitě.
Lymfocyty vznikají z lymfatických kmenových buněk v kostní dřeni. T-lymfocyty pak migrují do brzlíku, kde se dále diferencují. B-lymfocyty se diferencují na různých místech organismu v závislosti na druhu obratlovce. U člověka a myší se B-lymfocyty diferencují v kostní dřeni, u přežvýkavců dozrávají B-lymfocyty v Peyerových placích střeva, u ptáků zase ve Fabriciově burze.